# دالنرچنسک
شهر دالنرچنسک (به روسی: Дальнереченск) در کشور روسیه و در کرای پریمورسکی واقع شده‌است.